# El Centro (Sabadell)

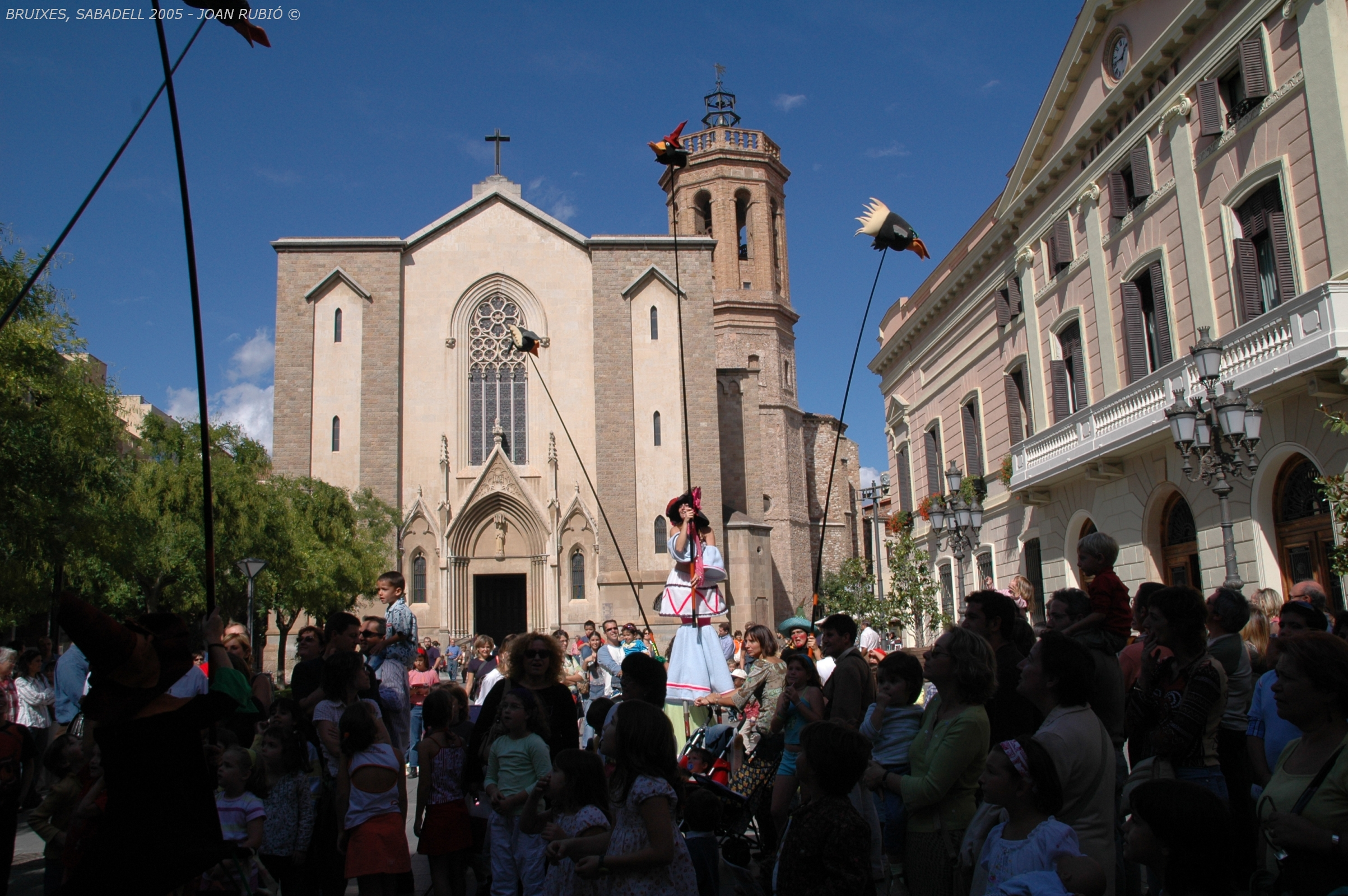
La iglesia de Sant Feliu, desde la plaza de San Roque.

El Centro es el barrio de Sabadell alrededor del cual se ha ido desarrollando la ciudad desde que aproximadamente en el siglo X o XI se construyeron las primeras casas en la parte baja del actual Paseo de la Plaza Mayor. Los puntos más importantes del barrio son, entre otros, el Ayuntamiento de Sabadell, la iglesia de Sant Feliu, la antigua Casa Duran, el Instituto Catalán de Paleontología, el Mercado Central de Sabadell y el edificio modernista que acoge la sede central de la Caja Sabadell. El eje principal del barrio es la Rambla.
En un principio, fue un recinto amurallado que incluía una pequeña población en el entorno de la iglesia de Sant Feliu, que pronto fue parroquial, y el cruce de los caminos reales de San Cugat en Granollers y Barcelona a Manresa, que seguían el trazado de antiguas vías romanas. Alrededor de este cruce se formaron las primeras calles de Sabadell, que amuralla el siglo XII. En ese mismo lugar se creó el mercado semanal, concedido por privilegio real el sábado de cada semana.

## Trazado de las murallas
El trazado de las murallas está determinado por las actuales calles de Gracia, que tiene este nombre por el portal que había en lo alto, por donde salía el camino de Tarrasa, donde había una imagen de la Virgen de Gracia, plaza de San Roque, donde había otro portal, por donde entraba el camino de Sant Cugat, donde había una capilla con una imagen de San Roque con el perro, calle de San Antonio María Claret, donde estaba el portal de Barcelona, calle de San Juan, donde estaba el portal de Granollers, calle del Doctor Puig, donde se encontraba el portal de Caldes de Montbui, en el ángulo noreste de la ciudad amurallada, calle de la Salud, calle del Raval de Fuera, calle de la Virgen de las Nieves, donde estaba el portal de Manresa, con una imagen de la Virgen de Europa, más tarde sustituida por la Virgen de las Nieves, Vía de Massagué, esquina noroeste de la plaza del Ángel, calle de los Valles, que debe su nombre al foso -vall- de la muralla, plaza del Pi-Pi, y la calle de Gracia.

## Interior de la villa medieval
En el interior, hay vía las actuales calles de la Rosa (antiguamente, de en Rubia), de la Iglesia, travesía de la Iglesia, calle de San Antonio, calles Alto (desaparecido) y Bajo del Pedregal, de la Burriana, travesía de la Burriana, calles de la Palanca, del Maestro Ríos y de Fortuny, pasaje de en Junco, calle de Manresa, además de las plazas, abiertas ya en época reciente, del Pedregal, de Simón Bach, de Fidela Renom, del Rincón del Campanario y del Doctor Robert (la más antigua de las plazas modernas del centro de Sabadell).

## Primeros ensanches de Sabadell
Los primeros ensanches del centro, aunque en época medieval y principios de la Edad Moderna, fueron a lo largo de las calles de salida de la ciudad: las actuales calles del Abogado Cereza, de Sant Cugat, Sant Quirze, de en Font, plaza de las Marquilles, calle y plaza de Santiago, calles de Sant Feliu, de las Tres Cruces, de la Salud y la actual Rambla de Sabadell, por donde salía el camino real de Barcelona.
- Datos: Q17182044
- Multimedia: Centre (Sabadell) / Q17182044